# SN 1995al
SN 1995al — сверхновая звезда типа Ia, вспыхнувшая 1 ноября 1995 года в галактике NGC 3021, которая находится в созвездии Малый Лев.

## Характеристики
Сверхновая была зарегистрирована итальянскими астрономами-любителями Стефано Песци (итал. Stefano Pesci) и Пьеро Мацца (итал. Piero Mazza) с помощью 35-см телескопа Добсона. Наблюдения показали, что вспышка относится к типу Ia, то есть взорвавшейся звездой был белый карлик в двойной системе. SN 1995al, а также цефеиды галактики NGC 3021 помогли определить более точно постоянную Хаббла.
Местоположение сверхновой в родительской галактике — 15.0" к западу и 2.9" к югу от центра. Расстояние до неё составляет около 92 миллиона световых лет.